# Liste de docufictions
Cette page rassemble des docufictions de long-métrage par ordre chronologique selon leurs dates de production. 
- 1925 : Moana de Robert Flaherty, EUA
- 1930 : Maria do Mar de Leitão de Barros, Portugal
- 1931 : Tabu de Robert Flaherty et F.W. Murnau, EUA
- 1932 : L'Or des mers de Jean Epstein, France
- 1934 : L'Homme d'Aran de Robert Flaherty, Angleterre
- 1945 : Ala-Arriba! de Leitão de Barros, Portugal
- 1946 : Farrebique de Georges Rouquier, France
- 1948 : La terre tremble de Luchino Visconti, Italie
- 1948 : Louisiana Story de Robert Flaherty, EUA
- 1956 : On the Bowery de Lionel Rogosin, EUA
- 1958 : Moi, un noir de Jean Rouch, France
- 1958/59 : Indie Matra Bhumi de Roberto Rossellini, Italie
- 1959 : Come Back, Africa de Lionel Rogosin, EUA
- 1961 : La Pyramide humaine de Jean Rouch, France
- 1962 : Le Mystère du printemps de Manoel de Oliveira, Portugal
- 1963 : Pour la suite du monde de Pierre Perrault et Michel Brault, Canada
- 1964 : Belarmino de Fernando Lopes, Portugal
- 1971 : Petit à petit de Jean Rouch, France
- 1973 : Trevico-Torino (viaggio nel Fiat-Nam) de Ettore Scola, Italie
- 1974 : Les Ordres de Michel Brault, Canada
- 1974 : Cocorico Monsieur Poulet de Jean Rouch, France
- 1976 : Mauvais temps de Ricardo Costa, Portugal
- 1976 : Gents de Praia da Vieira de António Campos), Portugal
- 1976 : Trás-os-Montes de António Reis et Margarida Cordeiro, Portugal
- 1979 : Le Pain et le Vin de Ricardo Costa, Portugal
- 1981 : Transes de Ahmed El Maânouni, Maroc
- 1982 : Ana de António Reis et Margarida Cordeiro, Portugal
- 1982 : After the Axe de Sturla Gunnarsson, Canada
- 1983 : Biquefarre de Georges Rouquier, France
- 1988 : Mortu Nega de Flora Gomes, Guinée-Bissau
- 1990 : The Company of Strangers de Cynthia Scott, Canada
- 1990 : Close-up de Abbas Kiarostami, Iran
- 1991 : Zombie et le train fantôme de Mika Kaurismäki, Finlande
- 1991 : Et la vie continue de Abbas Kiarostami, Iran
- 2000 : Dans la chambre de Vanda de Pedro Costa, Portugal
- 2000 : Kippour d'Amos Gitaï , Israël France
- 2002 : La Cité de Dieu de Fernando Meirelles et Kátia Lund, Brésil
- 2002 : Ten de Abbas Kiarostami, Iran
- 2003 : Brumes de Ricardo Costa, Portugal
- 2005 : Sous exposition de Oday Rasheed, Irak
- 2006 : En avant, jeunesse de Pedro Costa, Portugal
- 2006 : La Grande Finale de Gerardo Olivares, Espagne
- 2006 : The Point de Joshua Dorsey, Canada
- 2008 : Valse avec Bachir de Ari Folman, Israël France Allemagne
- 2013 : Interior. Leather Bar. de James Franco et Travis Mathews, EUA
- 2016 : Dérives de Ricardo Costa, Portugal
- 2016 : Tuktuq de Robin Aubert, Québec, Canada
- 2017 : Falaises de Ricardo Costa, Portugal
- 2017 : Capture Dead Forms de Guillaume Durieux, France
- 2020 : Autonomes de François Bégaudeau